# Andreï Boukine
Pour les articles homonymes, voir Boukine.
Andreï Anatolievitch Boukine (en russe : Андрей Анатольевич Букин), né le 10 juin 1957 à Moscou en RSFS de Russie, est un patineur artistique soviétique de danse sur glace. Avec sa partenaire Natalia Bestemianova, il est champion olympique en 1988, vice-champion olympique en 1984, quadruple champion du monde et quintuple champion d'Europe.

## Biographie

### Carrière sportive
Boukine commence le patinage artistique à l'âge de sept ans, intégrant l'école de sport du CSKA Moscou. Le groupe s'entraîne dans un petit stade au parc Chapaïevski près du square Pesotchnaïa. À l'âge de dix ans, il rejoint le Spartak Moscou et s'initie à la danse sur glace, s'entraînant au stade central Lénine.
Au début de sa carrière, il est entraîné par Nadejda Chirokova et sa partenaire de danse sur glace est Olga Abankinka, qu'il épouse. En 1977, il rejoint le groupe de la célèbre entraîneuse Tatiana Tarassova, qui l'associe à Natalia Bestemianova.
Boukine est le porte-drapeau soviétique aux Jeux olympiques d'hiver de 1988. Le duo connaît le sommet de sa carrière en remportant la médaille d'or olympique, obtenant aussi le titre cette année-là aux Championnats du monde.

### Vie privée
Andreï Boukine épouse son ex-partenaire de danse sur glace, Olga Abankina, avec laquelle il a un fils Andreï (né en 1983).
Avec une autre de ses partenaires, Elena Vassiouk, il a un fils, Ivan Boukine, né en 1993, qui est aussi un patineur artistique,.

## Palmarès
Avec deux partenaires :
- Olga Abankina (1 saison : 1975-1976)
- Natalia Bestemianova (11 saisons : 1977-1988)

| Compétitions principales        | 1976    |  | 1977    | 1978    | 1979    | 1980    | 1981    | 1982    | 1983    | 1984    | 1985    | 1986    | 1987    | 1988    |
| Jeux olympiques d'hiver         |         |  |         |         |         | 8e      |         |         |         | 2e      |         |         |         | 1er     |
| Championnats du monde           |         |  |         |         | 10e     |         | 3e      | 2e      | 2e      | 2e      | 1er     | 1er     | 1er     | 1er     |
| Championnats d’Europe           |         |  |         |         |         | 6e      | 4e      | 2e      | 1er     | 2e      | 1er     | 1er     | 1er     | 1er     |
| Championnats d'Union soviétique | 5e      |  |         | 3e      | F       | 2e      | 3e      | 1er     | 1er     | F       | 2e      | F       | 1er     | F       |
|                                 |         |  |         |         |         |         |         |         |         |         |         |         |         |         |
| Autres compétitions             | 1975/76 |  | 1976/77 | 1977/78 | 1978/79 | 1979/80 | 1980/81 | 1981/82 | 1982/83 | 1983/84 | 1984/85 | 1985/86 | 1986/87 | 1987/88 |
| Skate America                   |         |  |         |         |         | 2e      |         |         |         |         |         |         |         |         |
| Moscou Skate                    |         |  |         |         | 4e      | 2e      | 3e      | 1er     | 1er     | 1er     | 2e      | 1er     |         |         |
| Trophée NHK                     |         |  |         |         |         |         |         |         |         |         |         |         | 1er     | 1er     |
| Légende : F = Forfait           |         |  |         |         |         |         |         |         |         |         |         |         |         |         |